# Sea Keong Loh
Sea Keong Loh (Kuala Krai, 2 november 1986) is een Maleisisch voormalig wielrenner die zijn carrière in 2023 afrondde bij Roojai Online Insurance. Toen hij in voor het seizoen 2014 tekende bij Giant-Shimano was hij de eerste Zuidoost-Aziaat met een contract bij een World Tour-ploeg. Hij reed echter geen enkele wedstrijd op het hoogste niveau.

## Overwinningen
2008
3e etappe Ronde van Thailand
2013
2e etappe Ronde van Thailand
4e etappe Ronde van Singkarak
Eindklassement Jelajah Malaysia

## Reultaten in voornaamste wedstrijden
| Jaar |  | WK op de weg |
| ---- |  | ------------ |
| 2013 |  | opgave       |

## Ploegen
- 2006 –  Marco Polo Cycling Team
- 2007 –  Discovery Channel Marco Polo Team
- 2008 –  Trek-Marco Polo Cycling Team
- 2009 –  Trek-Marco Polo Cycling Team
- 2010 –  Marco Polo Cycling Team
- 2011 –  Marco Polo Cycling Team
- 2012 –  OCBC Singapore Continental Cycling Team
- 2013 –  OCBC Singapore Continental Cycling Team
- 2014 –  Team Giant-Shimano
- 2015 –  SEG Racing
- 2017 –  Thailand Continental Cycling Team
- 2018 –  Thailand Continental Cycling Team
- 2019 –  Thailand Continental Cycling Team
- 2020 –  Thailand Continental Cycling Team
- 2021 –  Thailand Continental Cycling Team
- 2022 –  Roojai Online Insurance
- 2023 –  Roojai Online Insurance

Ahlstrand · Arndt · Barguil · Bulgaç · Craddock · Curvers · Damuseau · De Backer · De Kort · Degenkolb · Devenyns · Dumoulin · Fröhlinger · Geschke · Haga · Hupond · Janse van Rensburg · Ji · Kittel · Loh · T. Ludvigsson · Mezgec · Olivier · Peterson · Preidler · Sinkeldam · Sprick · Stamsnijder · Timmer · Veelers · Lammertink (stagiair) · F. Ludvigsson (stagiair) 
van den Berg · Biermans · Bokeloh · Bouwman · Bovenhuis · van Dongen · Gunst · Havik · Jakobsen · Jiang · Klaris · Lammertink · Leemans · Loh · McCarthy · Peters
Boonratanathanakorn · Chawchiangkwang · Kapunya · Liphongyu · Loh · Phounsavath · Sai-udomsin · Sanikwathi · Sirironnachai